# إيرا ألدرايدج

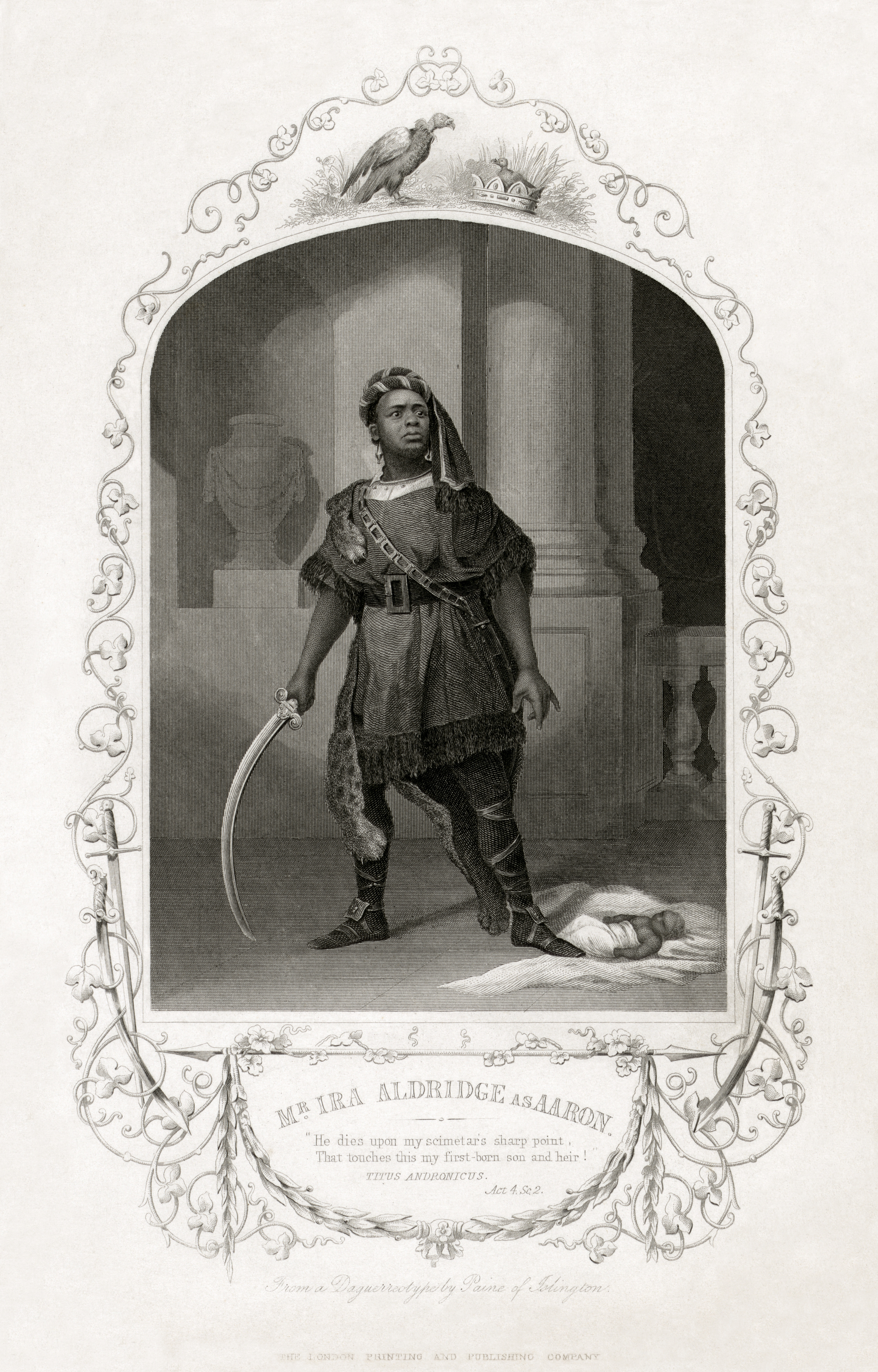
إيرا ألدرايدج

إيرا فريديريك ألدرايدج (بالإنجليزية: Ira Frederick Aldridge)‏ هو ممثل مسرح أمريكي ولاحقاً بريطاني ولد في يوم 24 يوليو 1807 في مدينة نيويورك في الولايات المتحدة وهو من أصل أفريقي إنتقل بعدها إلى لندن لكي يمثل في مسرحيات شكسبير وهو من أوائل ممثلي المسرح السود توفي في يوم 7 أغسطس 1867 في مدينة وودج في مملكة بولندا.